# Recuperatieve warmtewisselaar

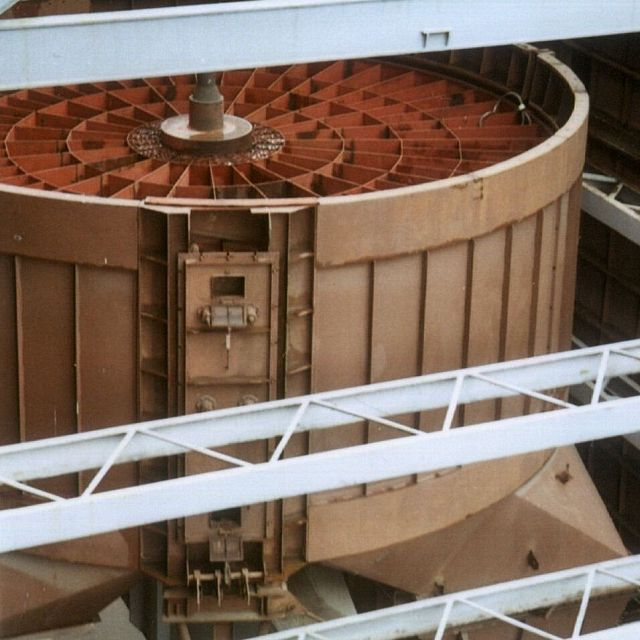
Een recuperatieve warmtewisselaar als luchtvoorverwarmer

De  recuperatieve warmtewisselaar is een apart soort warmtewisselaar, waarbij niet zoals gebruikelijk twee media worden gescheiden door een dunne plaat die de warmte van het ene medium naar het andere geleidt. In plaats daarvan draait een pakket met metalen platen (het lamellenpakket) rond. Dit lamellenpakket beweegt eerst door een stroom warm medium zodat het opwarmt, en wordt vervolgens doorgedraaid naar een stroom koud medium zodat het pakket daar zijn warmte weer af kan staan.
Het grote nadeel van dit soort warmtewisselaars is dat ze altijd lekken, afdichtingen zijn namelijk heel moeilijk te maken aan de in- en uitstroomkant. Bovendien wordt het medium tussen de lamellenpaketten gevangen en naar het andere medium meegetransporteerd. Hierdoor beperkt het toepassingsgebied zich tot situaties waarbij een beperkte lekkage (8 à 10% van de doorzet is haalbaar) niet als heel ernstig wordt beschouwd.

## Toepassingen
- Luchtvoorwarmer na de stoomketel van een elektriciteitscentrale
- Warmteterugwinning in huisventilatie